# Rondeletia fuertesii
Rondeletia fuertesii är en måreväxtart som beskrevs av Ignatz Urban. Rondeletia fuertesii ingår i släktet Rondeletia och familjen måreväxter. Inga underarter finns listade i Catalogue of Life.